# سعاد العلي
سعاد العلي (20 أكتوبر 1972 - 25 سبتمبر 2018 بمدينة البصرة في العراق) ناشطة حقوقية عراقية وعضو مؤسس في منظمة «الود العالمي» لحقوق الإنسان. عملت كناشطة حقوقية منذ 2011 وبرزت خلال مظاهرات البصرة 2018.

## اغتيالها
أطلق مسلحون مجهولون النار عليها في يوم 25 سبتمبر 2018 في منطقة العباسية، وسط البصرة.